# Jassargus alpinus
Jassargus alpinus är en insektsart som beskrevs av Then 1896. Jassargus alpinus ingår i släktet Jassargus och familjen dvärgstritar. Enligt den finländska rödlistan är arten nära hotad i Finland. Arten är reproducerande i Sverige. Artens livsmiljö är fjällhedar.

## Underarter
Arten delas in i följande underarter:
- J. a. cebennicus
- J. a. neglectus
- J. a. alemannicus